# Achille Balsamo di Loreto
Achille Balsamo di Loreto (Napoli, 14 marzo 1899 – Pocenia, 4 novembre 1918) è stato un militare italiano, sottotenente pattugliatore, medaglia d'argento al valor militare.

## Biografia
Figlio del conte Gennaro Balsamo di Loreto, abbracciò in giovanissima età la vita militare, venendo ammesso come allievo al corso 1914-1917 del Collegio Militare della Nunziatella di Napoli.
Ammesso all'Accademia militare di Modena, seguì uno dei corsi accelerati per la nomina ad ufficiale del periodo bellico, conseguendo il grado di sottotenente dell'arma di cavalleria. Assegnato al 27º Reggimento "Cavalleggeri di Aquila", partecipò alle ultime fasi del conflitto, ed in particolare all'inseguimento delle truppe austroungariche in ritirata.
Con la firma dell'armistizio di Villa Giusti, la conclusione delle ostilità fu fissata per le ore 15 del 4 ottobre 1918. Conseguentemente, alle truppe italiane, ed in particolare ai reparti rapidi come bersaglieri e cavalleria, di sforzarsi di portare il più avanti possibile il confine prima del cessate il fuoco.
Il reggimento cavalleggeri Aquila avanzò rapidamente fino a portarsi in località Paradiso di Pocenia. In corrispondenza del trivio di Paradiso, in reparto incontrò una posizione austroungarica asserragliata con mitragliatrici. In risposta all'ordine ricevuto, uno squadrone dell'Aquila caricò lungo il rettilineo che conduceva al Bivio pochissimi minuti prima delle ore 15. Al comando di quest'ultimo c'era - insieme ad altri due ufficiali - il sottotenente Balsamo di Loreto, appena diciottenne, il quale rimase ucciso nel corso dell'azione.
Alla sua memoria fu decretata la medaglia d'argento al valor militare, e il suo corpo fu poi sepolto nel Quadrato degli uomini illustri al Cimitero di Poggioreale di Napoli.
In sua memoria, Gabriele d'Annunzio scrisse: Il giovine italiano Achille Balsamo di Loreto dei cavalleggieri di Aquila il 4 novembre 1918 al trivio di Paradiso scagliò il cavallo e l’ardore di là della frenata vittoria e lui vittoriosissimo i delusi videro balenare impennato su le soglie della patria avvenire. Egli non ha bisogno del bronzo per essere eterno, è più potente del metallo imperiale. È vivo, sarà sempre vivo.